# To Shoot an Elephant
To Shoot an Elephant es un documental de 2009 sobre la Operación Plomo Fundido en la Franja de Gaza, dirigido por Alberto Arce y Mohammad Rujailahk y coproducida por Eguzki Bideoak. El documental se distribuye bajo una licencia Creative Commons, y fue presentado en numerosos festivales. El título del documental hace referencia al ensayo de Matar a un elefante (1936) de George Orwell, que trata sobre el imperialismo británico.